# Piazza Bra
A Piazza Bra az olaszországi Verona legnagyobb tere. Elnevezése a német breit (széles) szóból ered. A teret számos történelmi épület szegélyezi, északi részén pedig a római kori amfiteátrum áll. A teret határoló házakban éttermek, bárok működnek. A tér déli részénél, az íves Brá-kapunál (Portoni del Brà) látható a régi városfal maradványa. Az épületek közül kiemelkedik két palota, a Palazzo Gran Guardia és a Palazzo Barbieri. Az utóbbiban működik a veronai városháza, amelyet 1840-ben építettek az osztrákok.
A teret Valpolicellából származó rózsaszín márvánnyal kövezték ki. A tér közepén II. Viktor Emánuel olasz király szobra áll. Az alkotást 1883. január 9-én leplezték le. A tér parkjában áll az Alpok-szökőkút (Fonatna delle Alpi), más néven a Münchner-Kindlbrunnen. A kút építését Verona testvérvárosa, München finanszírozta. Válaszul az olasz város egy Júlia-szobrot állíttatott a német település régi városházánál. A helyiek a szökőkutat viccesen citromfacsarónak hívják alakja miatt. A téren egy emlékmű emlékeztet a náci koncentrációs táborokba hurcolt olaszokra.

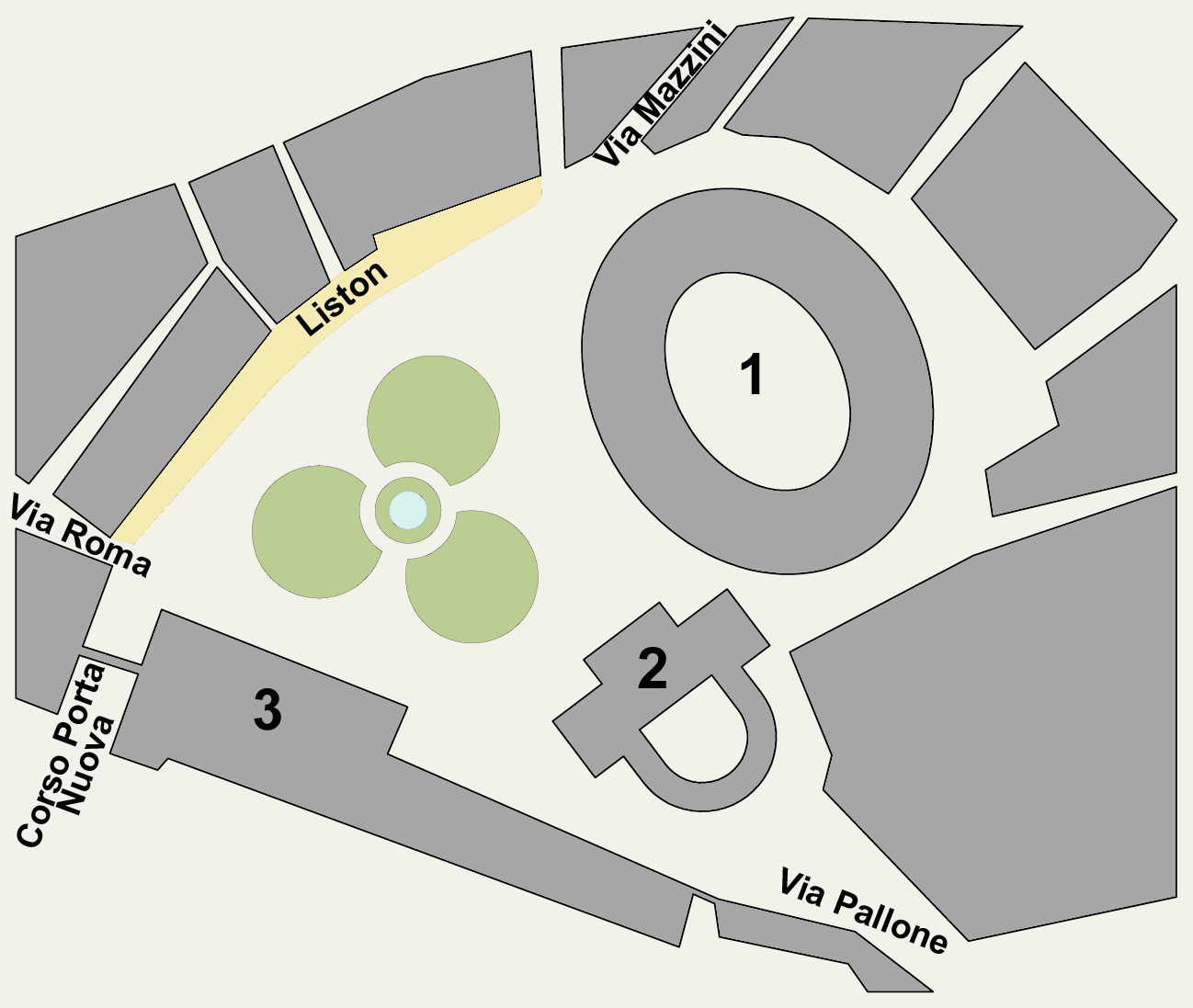
1. Aréna 2. Palazzo Barbieri 3. Palazzo Gran Guardia
Palazzo Gran Guardia
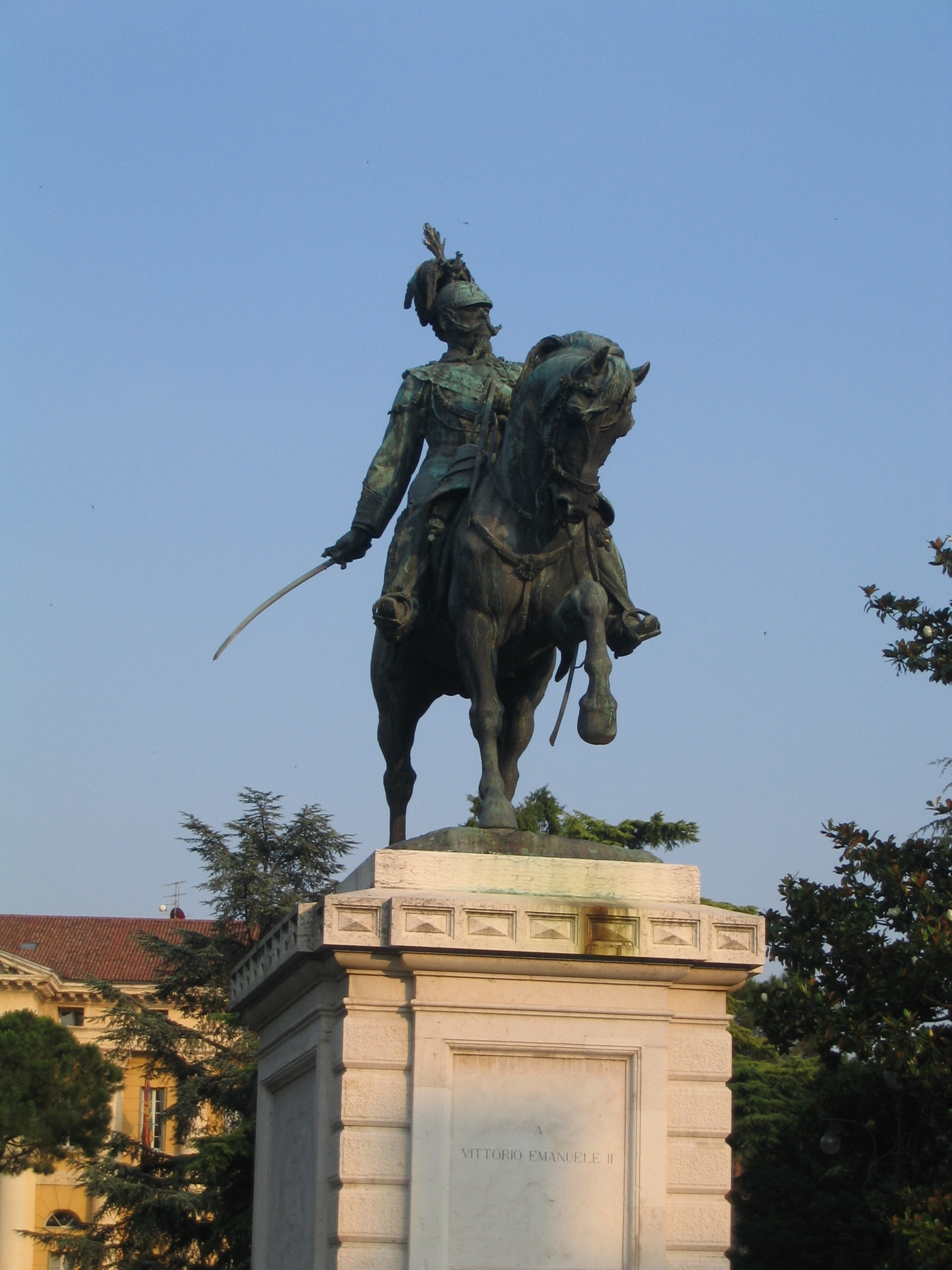
II. Viktor Emánuel szobra
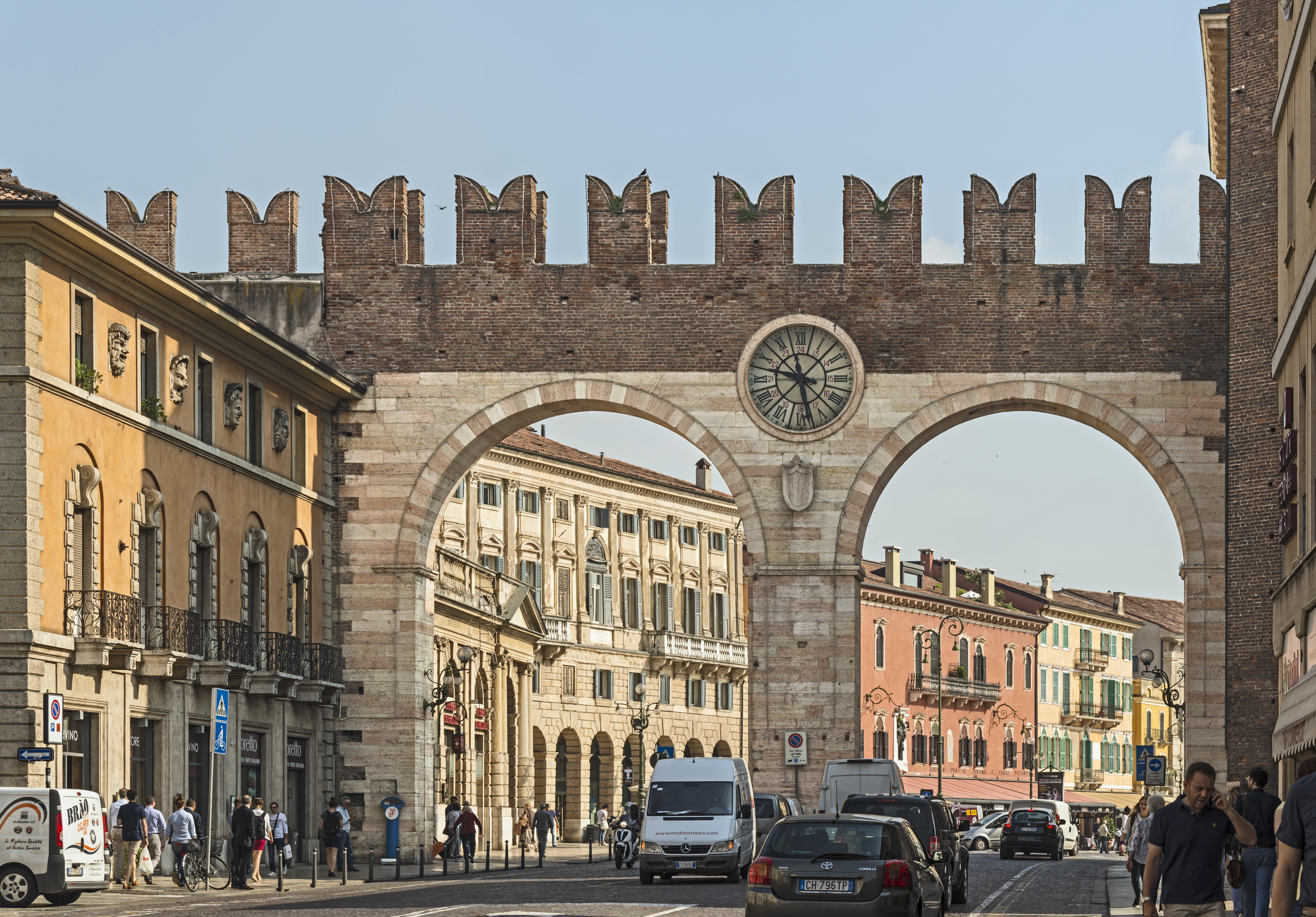
Portoni della Bra